# Елхово (община)
Вижте пояснителната страница за други значения на Елхово.
Община Елхово се намира в Югоизточна България и е една от съставните общини на област Ямбол.

## География

### Географско положение, граници, големина
Общината е разположена в югозападната част на област Ямбол. С площта си от 701,703 km2 е втората по големина сред 5-те общини на областта, което съставлява 21,16% от територията на областта. Границите ѝ са следните:
- на север – община Тунджа;
- на североизток – община Стралджа;
- на изток – община Болярово;
- на юг – Турция;
- на запад – община Тополовград, област Хасково.

### Природни ресурси

#### Релеф
Релефът на общината е равнинен и хълмист, като територията ѝ попада в пределите на Тунджанската хълмиста област.
Северната централна част на общината е заета от обширното Елховско поле, което е с размери 30 – 35 km от запад на изток и 18 – 20 km от север на юг и с надморска височина между 100 и 150 m.
На северозапад от Елховското поле в пределите на общината попадат източните части на Манастирските възвишения с връх Калето (447,5 m), разположен на границата с община Тунджа, на 3 km северно от село Малък манастир, а на североизток от полето – крайните южни части на възвишението Бакаджици – връх Калето (379,8 m), разположен на 4 km югоизточно от село Борисово.
Южната половина на общината е заета от северните разклонения на западната част на Дервентските възвишения, в които на 3 km на юг-югозапад от село Голям Дервент, в непосредствена близост до границата с Република Турция се издига връх Големия Бегъл 552,4 m, явяващ се най-високата точка на цялата община.
В най-южната точка на община Елхово, на границата с Република Турция, в коритото на река Тунджа е разположена най-ниската ѝ точка – 57 m н.в.

#### Води
От север на юг, на протежение от около 50 km протича част от долното течение на река Тунджа (по-голямата част от течение ѝ служи за граница с община Тополовград). На територията на общината в нея отляво се влива големият ѝ приток Поповска река, която протича през Елховското поле с последните си 15 – 16 km. Малко преди вливането си в Тунджа тя получава отляво най-големият си приток Араплийска река (Лалковска река, 42 km). Тя води началото си от Дервентските възвишения, в община Болярово. Югоизточно от село Лалково навлиза в пределите на община Елхово и до село Чернозем, където отдясно се влива най-големият ѝ приток Боялъшка река тече в тясна гориста долина. След Чернозем долината ѝ се разширява и реката меандрира. Влива отляво в Поповска река на 98 m н.в., само на 350 m преди устието на последната в Тунджа. Площта на водосборния басейн на Араплийска река е 351 km2, което представлява 65,9% от водосборния басейн на Поповска река. Боялъшка река извира под името Чакърлия на 502 m н.в. от Дервентските възвишения, на 700 m южно от село Голям Дервент. Протича в северозападна посока в тясна и залесена долина през северните разклонения на Дервентските възвишения, като преминава последователно през селата Голям Дервент, Вълча поляна и Раздел. Влива отдясно в Араплийска река на 117 m н.в., на 200 m източно от село Чернозем, община Елхово. Площта на водосборния ѝ басейн е 159 km2, което представлява 45,3% от водосборния басейн на Араплийска река.
В западната част на общината, от север на юг, през село Пчела, на протежение от около 9 km протича част от долното течение на река Калница – ляв приток на Синаповска река, която е десен приток на Тунджа.

### Населени места
Общината се състои от 22 населени места. Списък на населените места, подредени по азбучен ред, население и площ на землищата им: 
| Населено място | Пребр. на населението през 2021 г. | Площ на землището (в км2) | Забележка (старо име) | Населено място | Пребр. на населението през 2021 г. | Площ на землището (в км2) | Забележка (старо име)           |
| Борисово       | 48                                 | 19,659                    | Ашаклии               | Лесово         | 498                                | 86,135                    | Урум беглии                     |
| Бояново        | 505                                | 38,016                    | Мурсатлии             | Малко Кирилово | 3                                  | 6,969                     | Кирилово                        |
| Вълча поляна   | 43                                 | 35,049                    | Курт алан             | Маломирово     | 294                                | 31,609                    | Хамбарлии                       |
| Голям Дервент  | 68                                 | 46,090                    |                       | Малък манастир | 361                                | 42,488                    | Малък мънастир                  |
| Гранитово      | 495                                | 36,401                    | Гаджилово             | Мелница        | 235                                | 35,701                    | Дермен дере                     |
| Добрич         | 81                                 | 23,664                    | Гюч бейлер            | Пчела          | 344                                | 27,805                    | Ессе беглии                     |
| Елхово         | 8944                               | 49,883                    | Казъл агач            | Раздел         | 177                                | 45,561                    | Читалово                        |
| Жребино        | 105                                | 32,275                    | Башатлии              | Славейково     | 20                                 | 12,999                    | Евренлии                        |
| Изгрев         | 470                                | 23,800                    | Хасан беглии          | Стройно        | 21                                 | 11,051                    | Инджиклии, Свети Илия           |
| Кирилово       | 304                                | 31,583                    | Ени беглии            | Трънково       | 111                                | 14,640                    | Курмушлии                       |
| Лалково        | 72                                 | 30,628                    |                       | Чернозем       | 73                                 | 19,697                    | Араплии                         |
|                |                                    |                           |                       | ОБЩО           | 13272                              | 701,703                   | няма населени места без землища |

## Административно-териториални промени
- Указ № 292/обн. 07.09.1887 г. – преименува с. Ашаклии на с. Борисово;
- през 1890 г. – заличено е с. Добруджа без административен акт поради изселване;
- през 1920 г. – призната е н.м. Мангуфлии за отделно населено място – с. Кирилово без административен акт;
- през 1926 г. – осъвременино е името на с. Малък мънастир на с. Малък манастир без административен акт;
- МЗ № 2820/обн. 14.08.1934 г. – преименува с. Мурсатлии на с. Бояново;
- Указ № 86/обн. 26.03.1925 г. – преименува с. Казъл агач на с. Елхово и го признава за гр. Елхово;

– преименува с. Курт алан на с. Вълча поляна;
– преименува с. Гаджилово на с. Гранитово;
– преименува с. Гюч бейлер на с. Добрич;
– преименува с. Башатлии на с. Жребино;
– преименува с. Хасан беглии на с. Изгрев;
– преименува с. Ени беглии на с. Кирилово;
– преименува с. Урум беглии на с. Лесово;
– преименува с. Хамбарлии на с. Маломирово;
– преименува с. Дермен дере на с. Мелница;
– преименува с. Ессе беглии на с. Пчела;
– преименува с. Читалово на с. Раздел;
– преименува с. Инджиклии на с. Свети Илия;
– преименува с. Евренлии на с. Славейково;
– преименува с. Курмушлии на с. Трънково;
– преименува с. Араплии на с. Чернозем;
- МЗ № 3774/обн. 07.12.1934 г. – преименува с. Кирилово на с. Малко Кирилово;
- Указ № 169/обн. 10.05.1960 г. – преименува с. Свети Илия на с. Стройно;

## Население
Численост на населението според преброяванията през годините:
| Година на преброяване | Численост |
| 1934                  | 30 432    |
| 1946                  | 33 933    |
| 1956                  | 35 884    |
| 1965                  | 32 544    |
| 1975                  | 27 537    |
| 1985                  | 25 528    |
| 1992                  | 23 995    |
| 2001                  | 20 552    |
| 2011                  | 16 219    |
| 2021                  | 13 272    |

### Етнически състав
Преброяване на населението през 2011 г.
Численост и дял на етническите групи според преброяването на населението през 2011 г., по населени места (подредени по численост на населението):
| Населено място | Численост | Численост | Численост | Численост | Численост | Численост           | Численост     | Населено място | Дял (в %) | Дял (в %) | Дял (в %) | Дял (в %) | Дял (в %)           | Дял (в %)     |
| Населено място | Общо      | Българи   | Турци     | Цигани    | Други     | Не се самоопределят | Не отговорили | Населено място | Българи   | Турци     | Цигани    | Други     | Не се самоопределят | Не отговорили |
| Общо           | 16219     | 13433     | 35        | 1211      | 111       | 109                 | 1320          | 100,00         | 82,82     | 0,21      | 7,46      | 0,68      | 0,67                | 8,13          |
| -------------- | --------- | --------- | --------- | --------- | --------- | ------------------- | ------------- | -------------- | --------- | --------- | --------- | --------- | ------------------- | ------------- |
| Елхово         | 10552     | 8982      | 10        | 779       | 31        | 76                  | 674           | Елхово         | 85,12     | 0,09      | 7,38      | 0,29      | 0,72                | 6,38          |
| Борисово       | 85        | 82        | 0         | 0         |           |                     | 1             | Борисово       | 96,47     | 0,00      | 0,00      |           |                     | 1,17          |
| Бояново        | 700       | 603       |           |           | 13        |                     | 78            | Бояново        | 86,14     |           |           | 1,85      |                     | 11,14         |
| Вълча поляна   | 117       | 85        | 0         | 0         | 0         | 0                   | 32            | Вълча поляна   | 72,64     | 0,00      | 0,00      | 0,00      | 0,00                | 27,35         |
| Голям Дервент  | 61        | 40        | 0         | 0         | 0         | 0                   | 21            | Голям Дервент  | 65,57     | 0,00      | 0,00      | 0,00      | 0,00                | 34,42         |
| Гранитово      | 607       | 306       | 0         | 67        |           |                     | 232           | Гранитово      | 50,41     | 0,00      | 11,03     |           |                     | 38,22         |
| Добрич         | 93        | 86        | 0         | 4         |           |                     | 0             | Добрич         | 92,47     | 0,00      | 4,30      |           |                     | 0,00          |
| Жребино        | 170       | 132       | 0         | 0         |           |                     | 37            | Жребино        | 77,64     | 0,00      | 0,00      |           |                     | 21,76         |
| Изгрев         | 597       | 482       | 10        | 92        | 8         | 3                   | 2             | Изгрев         | 80,73     | 1,67      | 15,41     | 1,34      | 0,50                | 0,33          |
| Кирилово       | 321       | 299       | 0         | 6         | 8         | 3                   | 5             | Кирилово       | 93,14     | 0,00      | 1,86      | 2,49      | 0,93                | 1,55          |
| Лалково        | 104       | 100       | 0         |           |           |                     | 0             | Лалково        | 96,15     | 0,00      |           |           |                     | 0,00          |
| Лесово         | 616       | 405       |           | 192       | 15        |                     | 2             | Лесово         | 65,74     |           | 31,16     | 2,43      |                     | 0,32          |
| Малко Кирилово | 18        | 16        | 0         | 0         |           |                     | 0             | Малко Кирилово | 88,88     | 0,00      | 0,00      |           |                     | 0,00          |
| Маломирово     | 360       | 299       |           | 12        |           |                     | 40            | Маломирово     | 83,05     |           | 3,33      |           |                     | 11,11         |
| Малък манастир | 513       | 488       | 0         | 8         | 9         | 0                   | 8             | Малък манастир | 95,12     | 0,00      | 1,55      | 1,75      | 0,00                | 0,00          |
| Мелница        | 295       | 228       | 0         | 14        | 3         | 14                  | 36            | Мелница        | 77,28     | 0,00      | 4,74      | 1,01      | 4,74                | 12,20         |
| Пчела          | 447       | 299       | 13        | 26        |           |                     | 108           | Пчела          | 66,89     | 2,90      | 5,81      |           |                     | 24,16         |
| Раздел         | 237       | 223       | 0         | 0         |           |                     | 9             | Раздел         | 94,09     | 0,00      | 0,00      |           |                     | 3,79          |
| Славейково     | 24        | 22        | 0         |           | 0         |                     | 0             | Славейково     | 91,66     | 0,00      |           | 0,00      |                     | 0,00          |
| Стройно        | 37        | 35        | 0         | 0         |           |                     | 0             | Стройно        | 94,59     | 0,00      | 0,00      |           |                     | 0,00          |
| Трънково       | 163       | 124       | 0         | 4         | 3         | 0                   | 32            | Трънково       | 76,07     | 0,00      | 2,45      | 1,84      | 0,00                | 19,63         |
| Чернозем       | 102       | 97        | 0         | 0         |           |                     | 3             | Чернозем       | 95,09     | 0,00      | 0,00      |           |                     | 2,94          |

### Вероизповедания
Численост и дял на населението по вероизповедание според преброяването на населението през 2011 г.: 
|                     | Численост | Дял (в %) |
| Общо                | 16 219    | 100,00    |
| Православие         | 8 639     | 53,26     |
| Католицизъм         | 46        | 0,28      |
| Протестантство      | 402       | 2,47      |
| Ислям               | 8         | 0,04      |
| Друго               | 22        | 0,13      |
| Нямат               | 1 202     | 7,41      |
| Не се самоопределят | 1 273     | 7,84      |
| Непоказано          | 4 627     | 28,52     |

## Транспорт
През общината, от север на юг, по долината на река Тунджа преминава последният участък от 11,3 km от трасето на жп линията Ямбол – Елхово от Железопътната мрежа на България. От 2002 г. жп линията не функционира за пътническо движение, а от 2009 г. – и за превоз на товари. През 2003 г. е закрита железопътната гара в Елхово, а след това и в Бояново.
През общината преминават изцяло или частично 6 пътя от Републиканската пътна мрежа на България с обща дължина 110,4 km:
- последният участък от 39,9 km от Републикански път I-7 (от km 286,8 до km 326,7);
- началният участък от 1,6 km от Републикански път II-76 (от km 0 до km 1,6);
- началният участък от 9,2 km от Републикански път II-79 (от km 0 до km 9,2);
- началният участък от 20 km от Републикански път III-7008 (от km 0 до km 20,0);
- началният участък от 14 km от Републикански път III-7009 (от km 0 до km 14,0);
- целият участък от 25,7 km от Републикански път III-7902.

## Обществени институции

### Елхово
- Многопрофилна болница за активно лечение „Св. Иван Рилски“
- Общинска администрация
- Общинска служба „Земеделие и гори“
- Районно полицейско управление
- Районен съд
- Районна прокуратура
- Регионален граничен сектор
- Профилирана гимназия „Св. Климент Охридски“
  - Математически профил с профилиращи предмети: Математика, Информатика, Информационни технологии, Английски език.
  - Предприемачески профил с профилиращи предмети: Предприемачество, Информационни технологии, География и икономика, Математика.

И двете паралелки са с интензивно изучаване на английски език.
- Професионална гимназия „Стефан Караджа“
- ОУ „Св. Паисий Хилендарски“
- ОУ „Св. Кирил и Методий“
- ПУИ „Н. Й. Вапцаров“ – за деца с различна степен на умствена изостаналост от І до VІІІ клас
- ЦДГ „Надежда“
- ОДЗ „Невен“
- Общински детски комплекс
- Читалище „Развитие“

### Бояново
- Професионална гимназия по механизация на селското стопанство „Ернесто Че Гевара“
- ОУ „Св. Паисий Хилендарски“ – защитено средищно училище, в което се обучават ученици от I до VII клас, в маломерни и слети паралелки от селата: Бояново, Жребино и Борисово.
- Читалище „Светлина“

Професионално обучение в общината се осъществява в професионалните гимназии в гр. Елхово и с. Бояново по направленията лека промишленост, електротехника, машиностроене, бизнес, екскурзоводство и селско стопанство. В двете професионални гимназии освен ученици от общината се обучават и ученици от двете съседни общини – Болярово и Тополовград.

### Гранитово
- ОУ „Хаджи Димитър“ – защитено средищно училище, в което се обучават ученици от четири съседни села – Гранитово, Мелница, Лесово и Вълча поляна.

## Топографска карта
- Лист от карта K-35-65. Мащаб: 1 : 100 000.
- Лист от карта K-35-66. Мащаб: 1 : 100 000.
- Лист от карта K-35-78. Мащаб: 1 : 100 000.